# Nephrotoma dimidiata
Nephrotoma dimidiata är en tvåvingeart som först beskrevs av de Meijere 1904.  Nephrotoma dimidiata ingår i släktet Nephrotoma och familjen storharkrankar. Inga underarter finns listade i Catalogue of Life.